# Pleuronectiformes
L'ordine dei Pleuronectiformes è conosciuto solitamente col nome di pesci piatti. Il nome deriva dal greco e significa nuotatori su un lato.

## Ordinamento tassonomico
- Sottordine Psettodoidei
  - Famiglia Psettodidae
    - Genere Psettodes
- Sottordine Pleuronectoidei (syn. Soleoidei)
  - Famiglia Achiridae
  - Famiglia Achiropsettidae
  - Famiglia Bothidae
  - Famiglia Citharidae
  - Famiglia Cynoglossidae
  - Famiglia Paralichthyidae
  - Famiglia Pleuronectidae
  - Famiglia Samaridae
  - Famiglia Scophthalmidae
  - Famiglia Soleidae